# Базен, Жан
Жан Базен (фр. Jean René Bazaine, 21 декабря 1904, Париж — 4 марта 2001, Кламар, О-де-Сен) — французский живописец, витражист, мозаичист, книжный иллюстратор, представитель новой Парижской школы.

## Биография
Занимался в Школе изящных искусств, Академии Жюлиана, учился скульптуре у Поля Ландовского. Испытал влияние идей Анри Бергсона. В Сорбонне вместе с Юргисом Балтрушайтисом слушал курс истории искусств у Эмиля Маля и Анри Фосийона. С 1924 года начал рисовать сам, копируя образцы в Лувре. В 1930 году участвовал в коллективной выставке вместе с Жаном Фотрье и Иваном Пуни. Первая персональная выставка (1932) вызвала одобрение Пьера Боннара. В 1930-е годы был близок к Эммануэлю Мунье и кругу его журнала «Эспри», к прогрессивно-католической газете «Temps présent», Жаку Маритену и, напротив, в оппозиции к сюрреализму и прокоммунистическому радикализму, как и к геометрической абстракции. В 1937 году изготовил витраж для Международной выставки в Париже. Работал как театральный художник. Познакомился и подружился с Жаком Вийоном, сблизился с Жаном Виларом и Морисом Бланшо.

Был призван в армию в 1939 году, демобилизован в 1941 году. В 1941 году, в условиях немецкой оккупации, организовал выставку художественного авангарда «Двадцать молодых художников французской традиции», заклейменную официальной вишистской прессой как дегенеративное искусство. Подружился с многими французскими поэтами (Эжен Гильвик, Андре Френо, Жан Тардьё), познакомился с Жоржем Браком, Жоржем Руо. Работал над витражами церкви в Асси (Верхняя Савойя). При пожаре мастерской в 1945 году были уничтожены практически все его работы до 1942 года.
После войны — один из лидеров абстрактного экспрессионизма во Франции. К художнику приходит международная известность: в 1946—1947 годах его масштабные выставки были организованы в Амстердаме, Стокгольме, Копенгагене. В 1951 и 1954 годах работает над мозаикой и витражами церкви Сакре-Кёр в Оденкуре (департамент Ду). После 1958 года его ретроспективные выставки проходят в Нидерландах, Швейцарии, Германии, Норвегии, в 1965 году — в государственном музее современного искусства в Париже. В 1960-е годы работает над витражами церкви Сен-Северен в Латинском квартале Парижа. В 1967 году, вместе с Александром Колдером, организует выставки в поддержку Вьетнама. В 1976 году вместе с Альфредом Манесье создаёт Ассоциацию защиты французских витражей. Работает над иллюстрациями к книгам Рене Шара, Гильвика, Кено, Тардьё, Френо, Клода Эстебана и др. В середине 1980-х работает над витражами церкви в Сен-Дье-де-Вож. В 1990 году его ретроспектива была представлена в парижском Гран-Пале.

## Творчество
Тема Базена — стихии: земля, небо, но прежде всего свет и вода. О его живописи писали многие поэты (Элюар, Шар, Жан Лескюр, Френо, Тардьё, Роже Мюнье, Клод Эстебан и др.), философы-феноменологи (Поль Рикёр, Анри Мальдине). Его самого называют художником-философом.

## Признание
Большая национальная художественная премия (1964). Кавалер Ордена Искусств и литературы (1980).

## Тексты об искусстве
- Notes sur la peinture d’aujourd’hui (1948)
- Exercice de la peinture (1973)
- Le temps de la peinture (1938—1989 (1990)